# Kuwanaspis bambusifoliae
Kuwanaspis bambusifoliae är en insektsart som först beskrevs av Takahashi 1934.  Kuwanaspis bambusifoliae ingår i släktet Kuwanaspis och familjen pansarsköldlöss. Inga underarter finns listade i Catalogue of Life.